# 山陽商船

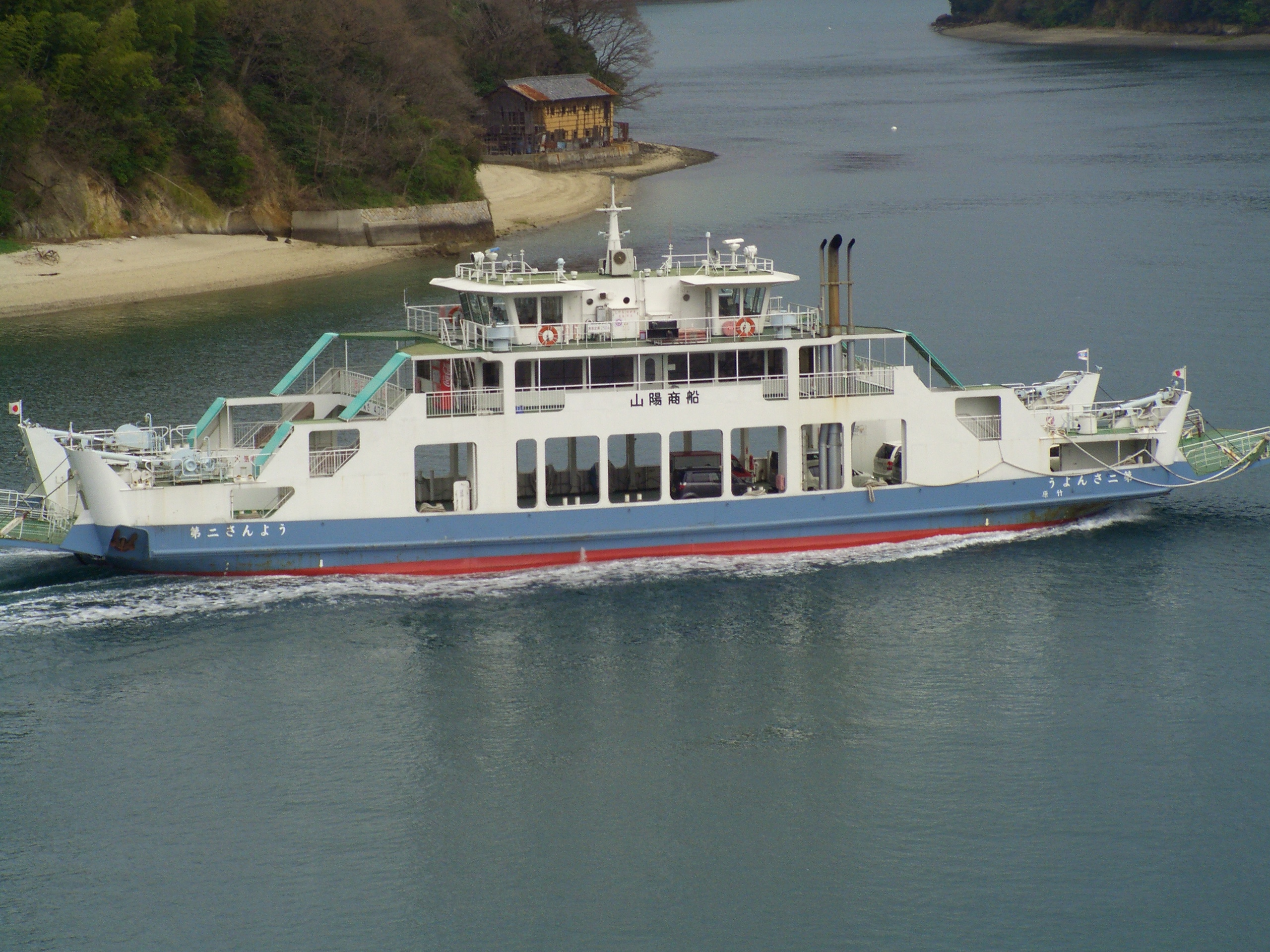
第二さんよう (2代)

山陽商船株式会社（さんようしょうせん）は、広島県竹原市に本社を置き、本州本土（竹原市）と芸予諸島（呉市・大崎上島町）の間を結ぶ航路を運航する海運会社である。瀬戸内海汽船グループ傘下。
兵庫県神戸市に本社がある山陽電気鉄道の子会社である山商株式会社とは無関係である。

## 概要
1961年（昭和36年）に設立。当時、個人事業をはじめとした中小事業者の多かった大崎上島・大崎下島ほか蒲刈諸島周辺の旅客船事業者の航路を整理・統合する受け皿として、当初は旅客船一隻を保有、各事業者の予備船として使用された。
1964年（昭和39年）4月、芸備商船、備後汽船、安芸津汽船、大和汽船、望月衛と瀬戸内海汽船の計10航路を廃止し、新たに山陽商船が6航路を開設する形で運航を開始した。
その後、1967年（昭和42年）に忠海 - 大久野島 - 大三島航路を大三島フェリー、1976年（昭和51年）に川尻 - 蒲刈航路を蒲刈フェリーとして、それぞれ別会社が設立され分離している。
運航開始時点では多くが在来旅客船による運航であったが、フェリー化が急速に進められた一方、1970年代からは並行して高速船の投入も行われ、在来船は一掃された。
2000年（平成12年）に安芸灘大橋が開通し、下蒲刈島と上蒲刈島が本州と陸路で連絡されると、仁方発着のフェリー航路と蒲刈フェリーが廃止されるなど、順次縮小し、2008年（平成20年）の豊島大橋開通によってさらに豊島、大崎下島と岡村島までが陸路で結ばれたことにより、蒲刈・大崎下島方面の航路は2009年（平成21年）までに全廃された。一部航路を他社が代替したほか、グループのさんようバスにより、呉 - 蒲刈 - 大崎下島の路線バスが運行されている。
2023年（令和5年）現在は、竹原 - 大崎上島の2航路を大崎汽船と共同運航している。

## 航路

### 竹原〜大崎上島航路
大崎汽船との共同運航。竹原港（竹原市）〜垂水港（大崎上島町）間にカーフェリーを17便、竹原港〜白水港（大崎上島町）間にフェリーを15便運航している。白水→竹原便のうち2便は垂水港にも寄港する（垂水港に寄港する竹原→白水便はない）。乗船券や領収書にはフェリー会社名ではなく「大崎フェリー同盟」と表示される。

#### 料金
- 運賃
  - 竹原 - 垂水 350円
  - 竹原 - 白水 360円
  - 自動車航送運賃は公式サイトを参照。

## 過去の航路
旅客船
1967年（昭和42年）時点の旅客船航路は下記の通りである。
- 忠海 - 宮浦（大三島） - 今治
- 竹原 - 木江（大崎上島） - 宮浦 - 今治 (木江 - 今治はフェリー運航)
- 竹原 - 大久野（大久野島）
- 忠海 - 大久野 - 井口（大三島） - 瀬戸田（生口島）
- 忠海 - 大久野 - 宮浦
- 呉 - 仁方 - 田戸（上蒲刈島） - 豊島 - 立花（大崎下島） (フェリー)[3]

忠海 - 大久野 - 大三島航路については、その後大三島フェリーが継承している。
1986年（昭和61年）時点では、下記の航路を運航していた(現存航路を除く)。寄港地、所要時間については便により一定しない。
フェリー
- 大長（大崎下島） - 御手洗（大崎下島） - 岡村（岡村島） - 今治

22.4km、所要時間1時間25分、4往復
- 竹原 - 大長 (直航)

22.5km、所要時間1時間20分、冬季のみ4往復
- 明石（大崎上島） - 大長

2.8km、所要時間15分、14往復
- 仁方 - 田戸 - 宮盛（上蒲刈島） - 大浦（上蒲刈島） - 豊島 - 立花 - 久比（大崎下島） - 大長 - 御手洗

24.7km、所要時間1時間40分
すべて仁方発着で、立花6往復(冬季5往復)、久比1往復、大長2往復(冬季1往復)、 御手洗(冬季のみ1往復)
高速船
- 仁方 - 田戸 - 宮盛 - 大浦 - 豊島 - 立花 - 久比 - 大長 - 御手洗 - 岡村 - 今治

47.1km、所要時間80～90分(全区間)
仁方 - 今治 4往復、仁方 - 大長 2往復、仁方 - 御手洗 1往復、大長 - 今治 2往復
- 三原 - 大久野 - 鮴（大崎上島） - 一貫目（大崎上島） - 天満（大崎上島） - 沖浦（大崎上島） - 明石 - 大長

53km、所要時間85～90分(全区間)、一日10往復、うち8往復は天満・鮴発着で下記快速船に連絡
快速船
- 竹原 - 鮴 - 一貫目 - 天満 - 沖浦 - 明石 - 御手洗 - 大長

22.5km、所要時間1時間、通常8往復、冬季12往復
その後、フェリーについては大長の発着場所を小長港に変更、快速船は高速船に統一されている。高速船の航路形態は、最終的には大長を中心に、仁方、竹原、三原、今治をそれぞれ結ぶ形となった。
以降、下記の通り廃止されている。
- 2000年（平成12年）1月、安芸灘大橋の開通に伴い、仁方 - 田戸 - 宮盛 - 大浦、及び立花 - 久比 - 小長 - 御手洗のフェリー航路廃止。
- 2004年（平成16年）6月1日、今治港（今治市）〜岡村港（今治市）〜大長港（呉市）高速船航路廃止。(最終運航日は前日・以下同様)
- 2006年（平成18年）9月1日、今治港（今治市）〜岡村港（今治市）〜小長港（呉市）フェリー航路廃止。
- 2007年（平成19年）7月1日、仁方港（呉市）〜大長港高速船航路廃止。
- 2008年（平成20年）2月1日、三原港（三原市）〜大長港高速船航路廃止。かつては国鉄・JRの周遊指定航路であったが、末期は1日2便だった。
- 2008年11月19日、大浦港（呉市蒲刈町）〜豊島港（呉市豊浜町小野浦）〜立花港（呉市豊浜町立花）フェリー航路廃止。安芸灘諸島連絡架橋3号橋の豊島大橋開通に伴うもの。2000年に廃止された仁方発着航路の残存区間。
- 2009年（平成21年）4月1日、竹原港（竹原市）〜大長港高速船航路廃止[6]。しまなみ海運が航路を引き継いだ[7]。
- 2009年（平成21年）11月1日、明石港（大崎上島町）〜小長港（呉市）フェリー航路廃止。しまなみ海運が航路を引き継いだ[8][9]。

## 船舶

### 就航中の船舶

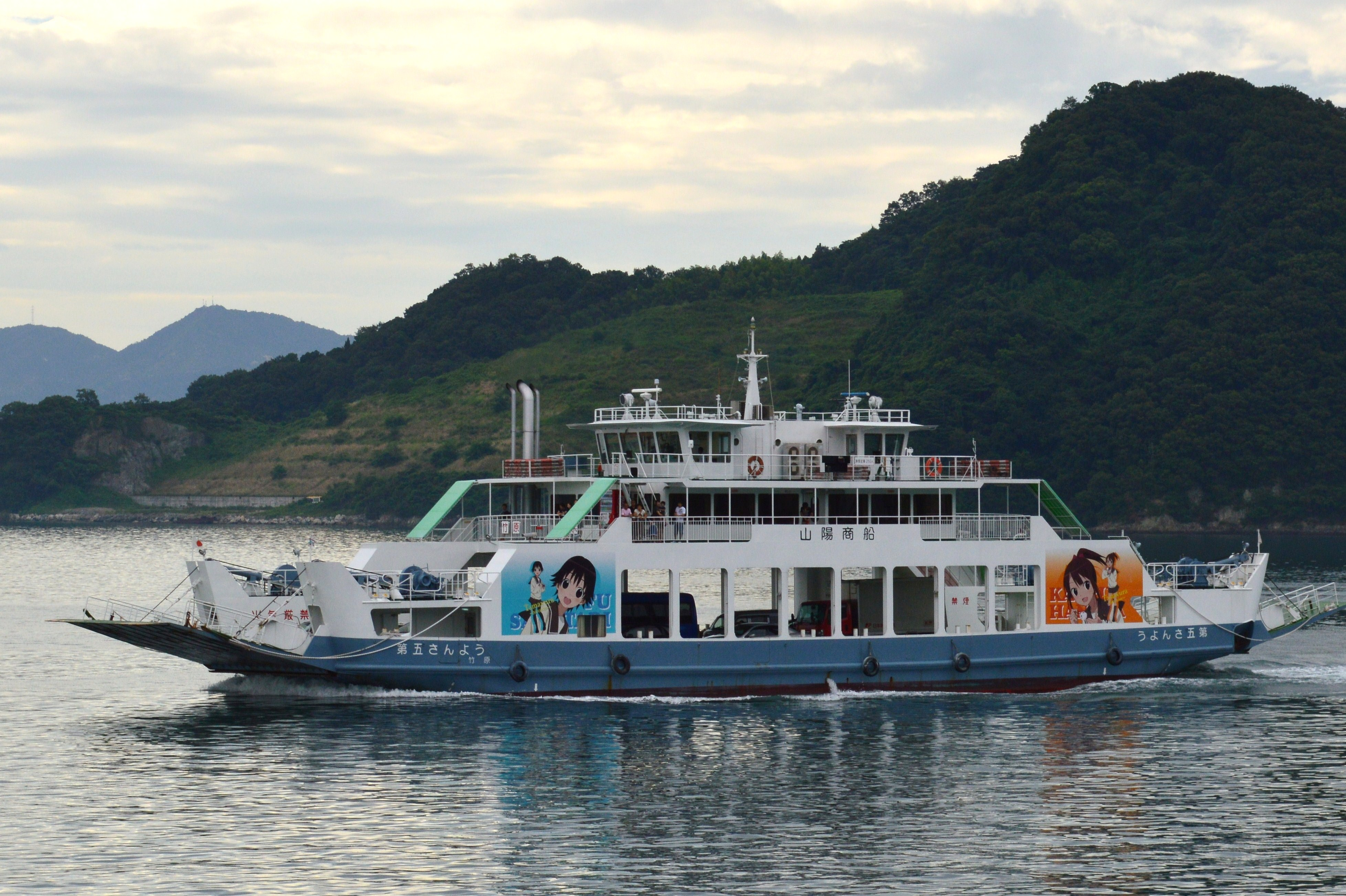
第五さんよう

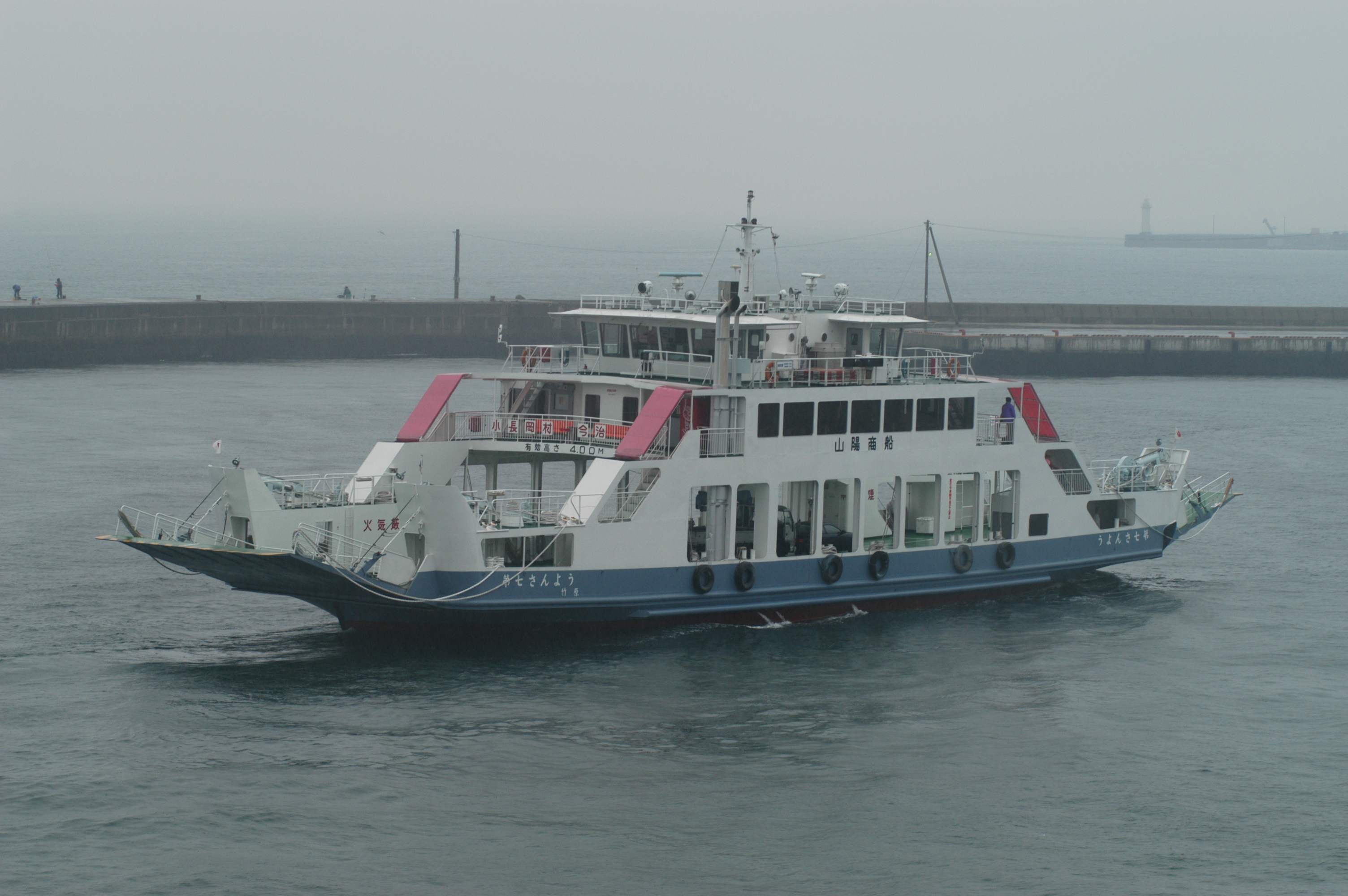
第七さんよう

- 第五さんよう (2代)

1994年1月進水、1994年3月24日竣工。内海造船瀬戸田工場建造。元大三島フェリー所有の「第二おおみしま(2代)」。
291総トン、全長49.9m、全幅11.0m、出力1,400PS、航海速力11.5ノット、旅客定員250名。
- 第七さんよう[11] (2代)

1997年8月進水、同年9月27日竣工、同年10月1日就航。内海造船田熊工場建造。
318総トン、全長49.9m、全幅11.0m、ディーゼル1基2軸、出力1,600PS、航海速力11.5ノット。
旅客定員250名、大型車4台、乗用車10台。

### 過去の船舶
同社の船舶は、中小船社の統合による歴史的経緯、また、特に芸備商船、防予汽船との間で複雑な移籍が繰り返されてきたこと、頻繁な航路改変などから、就航航路の特定および自社船・用船の区別はきわめて困難であるが、ここでは同社航路に就航した船舶を挙げる。

#### フェリー

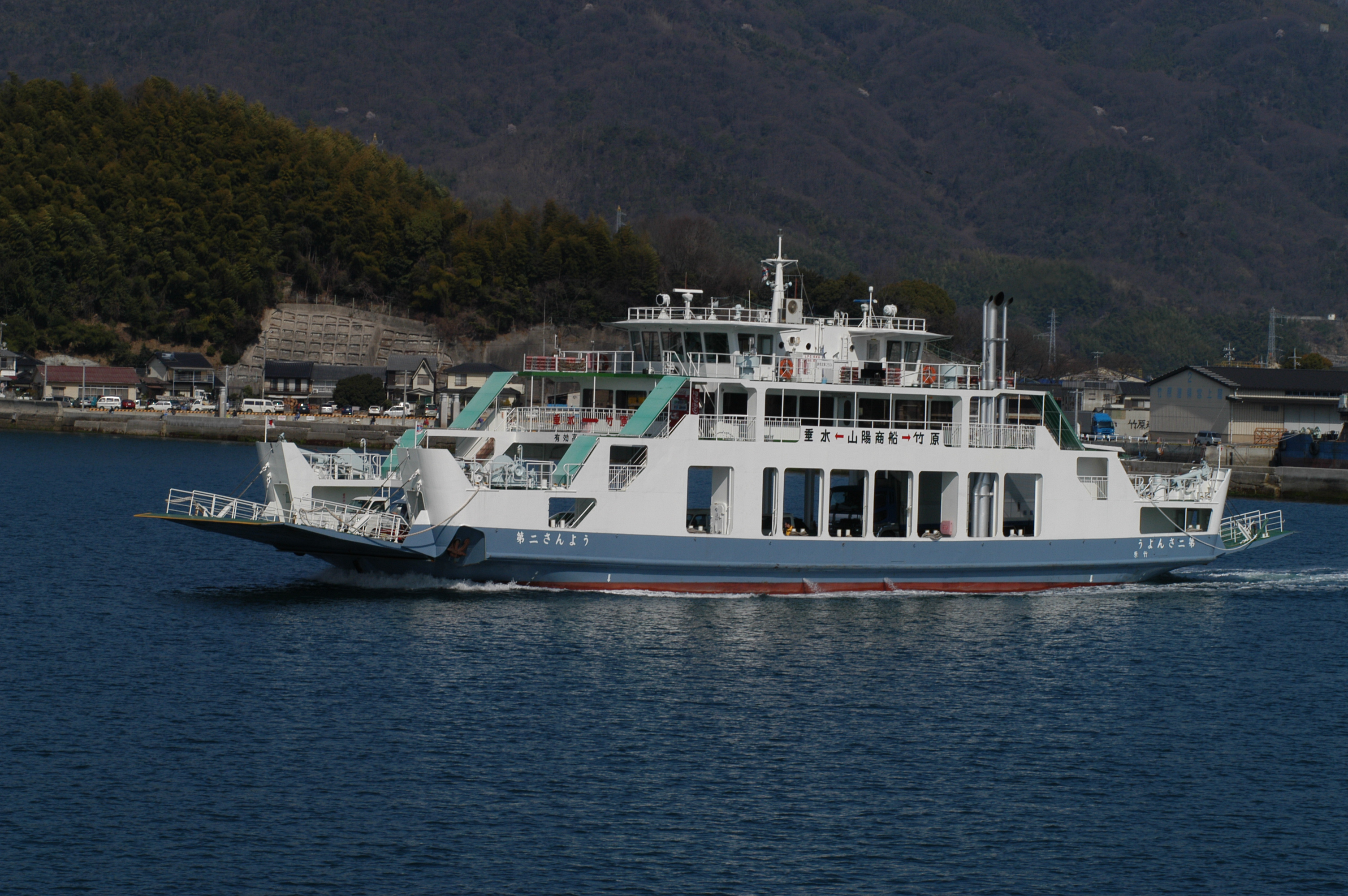
第二さんよう (2代)
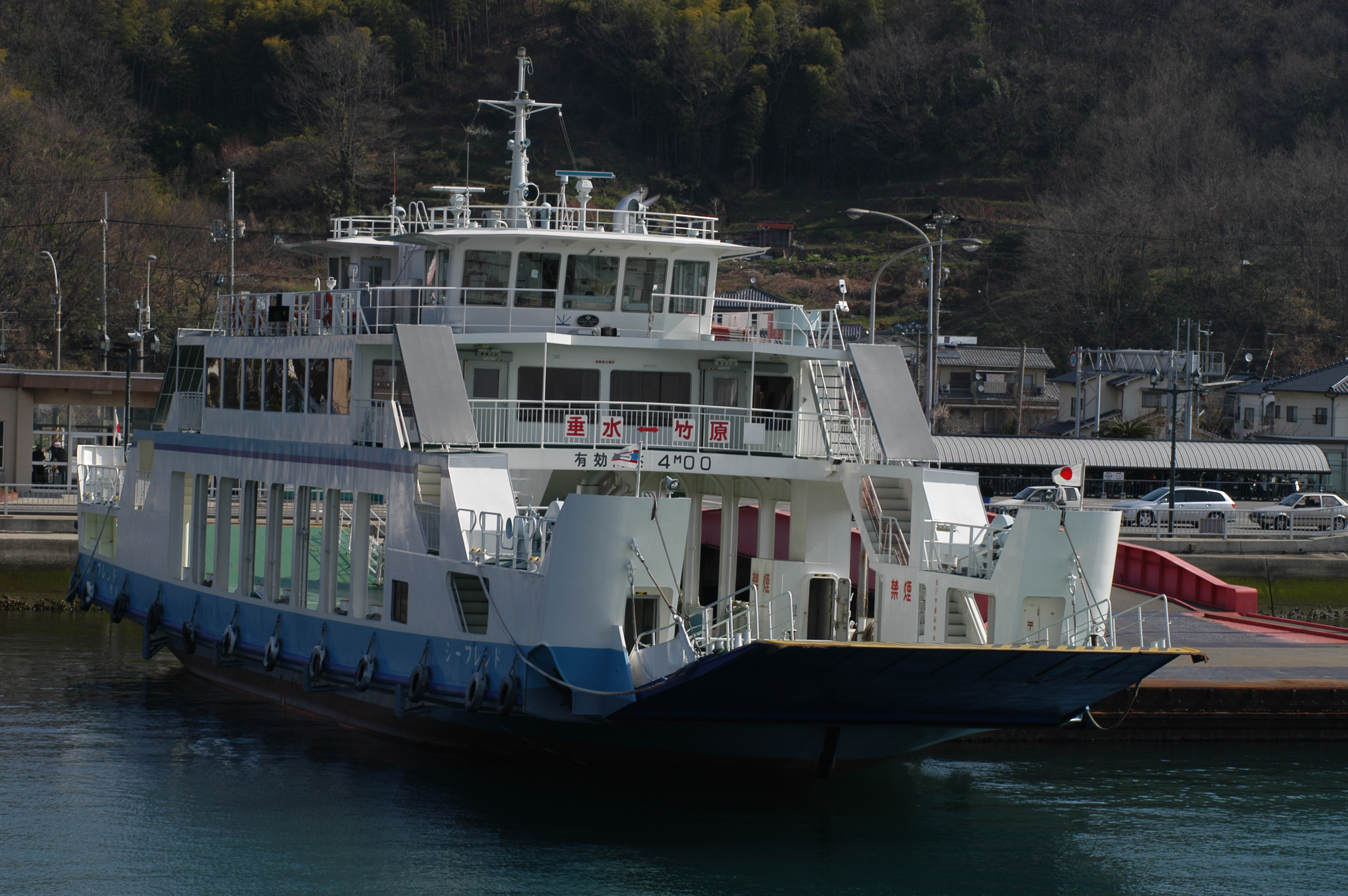
シーフレンド
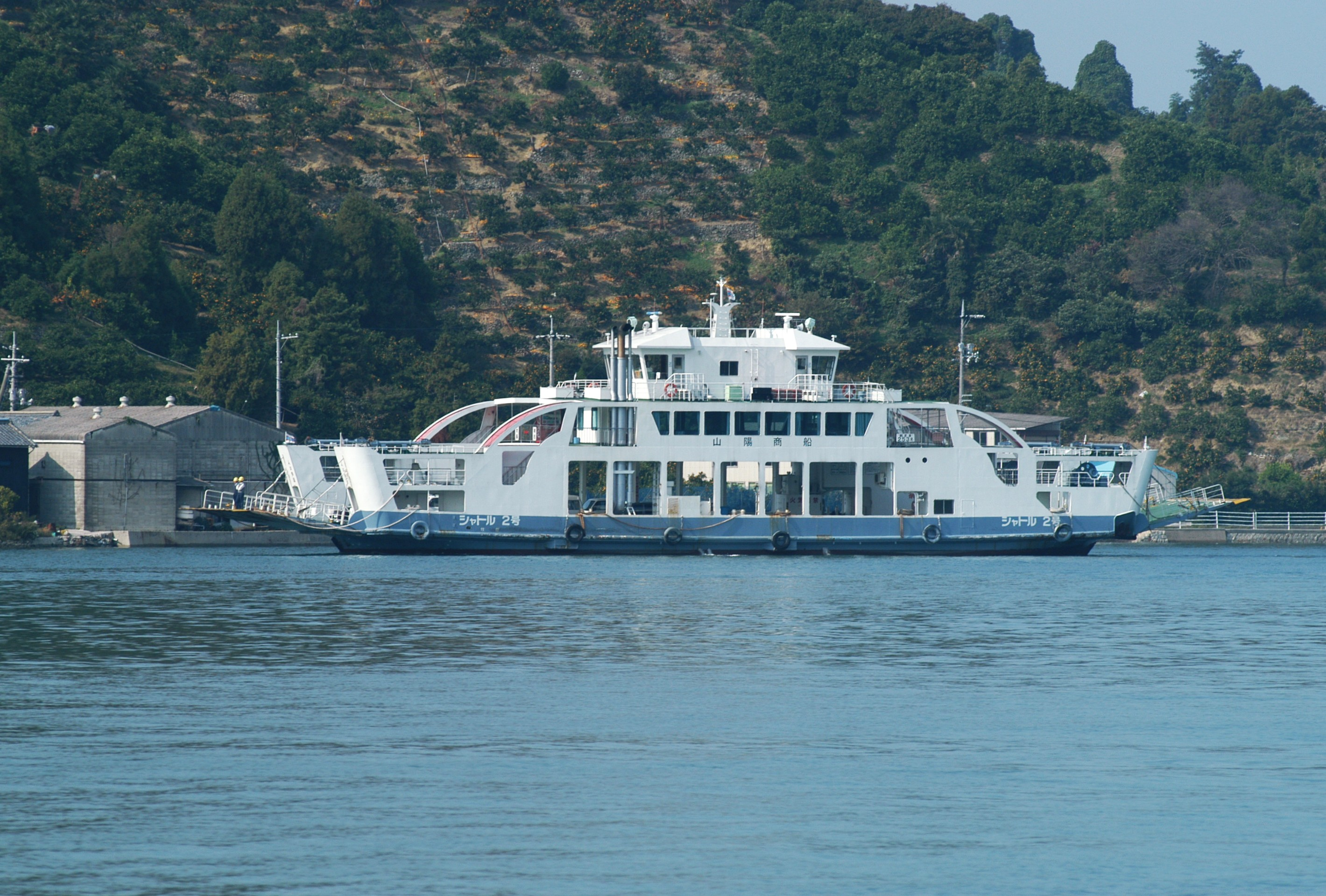
シャトル2号
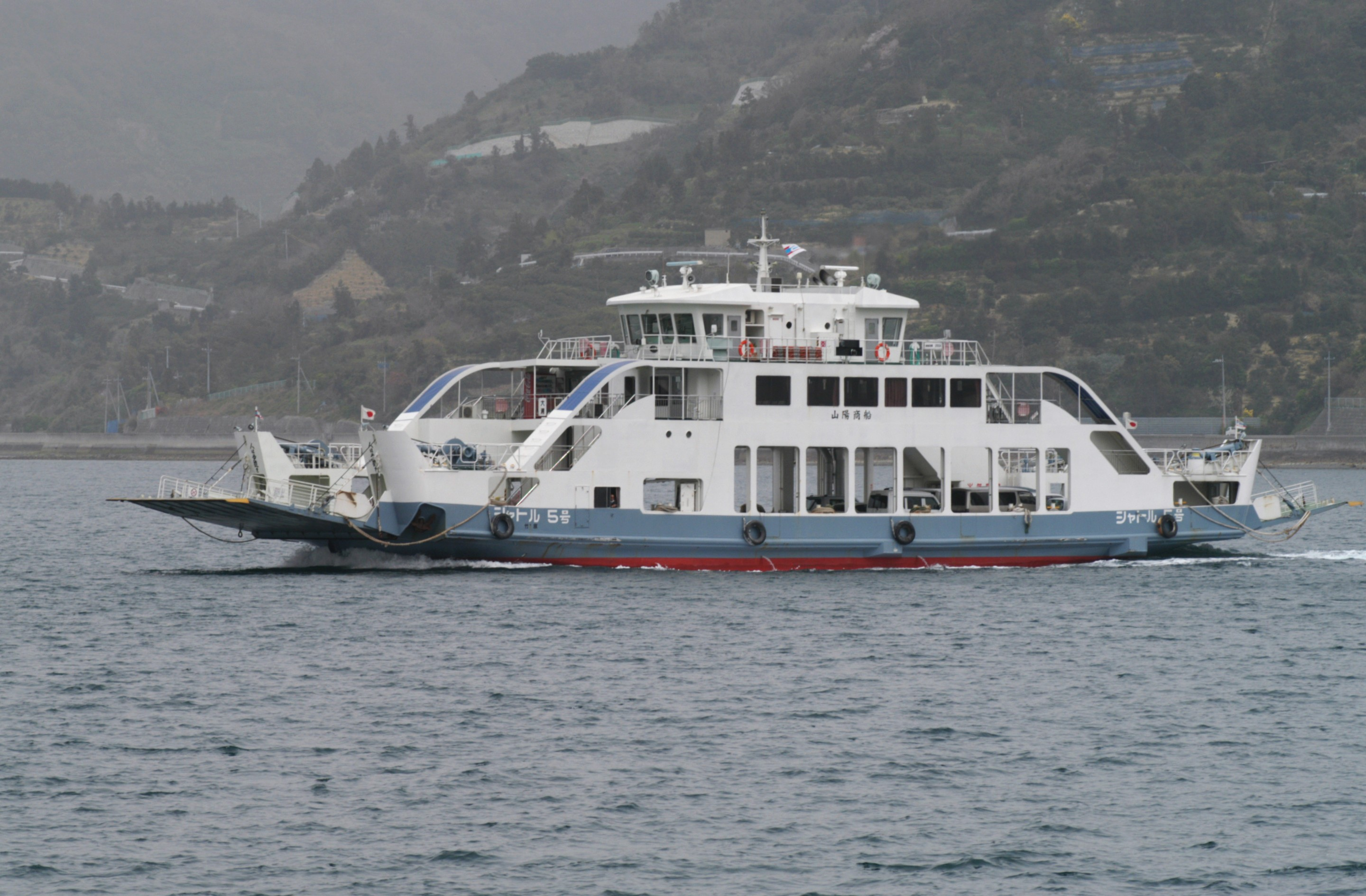
シャトル5号

- たけしま[12]

1961年4月進水。
27.35総トン、ディーゼル1基、機関出力45ps、航海速力7.5ノット、旅客定員58名。
- はやと[13]

1964年3月竣工、竹原職業訓練所建造。
121.96総トン、登録長26.51m、型幅7.00m、型深さ2.80m、ディーゼル1基、機関出力260ps、最大速力10.5ノット。
旅客定員178名、載荷容積34t。
- たちばな[14]

1965年3月竣工、中村造船鉄工所建造。
139.38総トン、全長28.70m、型幅7.00m、型深さ2.70m、ディーゼル1基、機関出力200ps、航海速力8.6ノット。
旅客定員150名。
- 第一さんよう[15]

1965年10月進水。
112.42総トン、ディーゼル1基、機関出力200ps、航海速力8ノット、旅客定員62名。
- おれんじ (初代)[16]

1966年12月竣工、須波造船所建造。
140.13総トン、登録長24.76m、型幅7.00m、型深さ2.70m、ディーゼル1基、機関出力290ps、航海速力10ノット。
旅客定員150名、大型バス2台・乗用車2台。
- 第二おれんじ[17]

1968年6月竣工、福本造船所建造。
135.67総トン、登録長24.76m、型幅7.00m、型深さ2.70m、ディーゼル1基、機関出力290ps、航海速力9.23ノット。
旅客定員150名、6mトラック5台。
- 第二さんよう (初代)[18]

1968年11月進水。引退後、昭和交通船に売船。
135.51総トン、ディーゼル1基、機関出力350ps、航海速力9.5ノット、旅客定員95～155名。
- 第三さんよう[18]

1969年2月竣工、備南船舶工業建造。引退後、天長フェリーに売船。
180.74総トン、全長35.00m、型幅7.80m、型深さ2.80m、ディーゼル1基、機関出力500ps、航海速力11.57ノット。
旅客定員174名、3tトラック8台。
- 第二いくち[18]

1969年3月竣工、備南船舶工業建造。引退後、三光汽船に売船。
183.97総トン、全長32.50m、型幅7.80m、型深さ2.80m、ディーゼル1基、機関出力500ps、航海速力11ノット。
旅客定員95名、4tトラック8台。
- 第五さんよう (初代)[18][注釈 2]

1969年8月竣工、備南船舶工業建造。引退後、寺岡鉄工所に売船。
152.34総トン、全長32.00m、型幅7.30m、型深さ2.70m、ディーゼル1基、機関出力300ps、航海速力10.50ノット。
- 第二たちばな[20]

1969年9月竣工、備南船舶工業建造。引退後、江崎海陸運送に売船、貨物フェリー「たちばな」に改造。
193.89総トン、全長35.00m、型幅7.80m、型深さ3.00m、ディーゼル1基、機関出力500ps、航海速力10.5ノット。
旅客定員230名、3tトラック8台。
- 第三いくち[20]

1972年2月竣工、備南船舶工業建造。
193.60総トン、全長33.00m、型幅7.80m、型深さ2.80m、ディーゼル1基、機関出力700ps、航海速力11.7ノット。
旅客定員325名、大型バス4台または乗用車20台。
- 第七さんよう[18] (初代)

1972年6月竣工、備南船舶工業建造。のち芸備商船に移籍、引退後、正栄貨物に売船、貨物フェリー「第五はちしば」に改造。
198.99総トン、全長35.00m、型幅7.80m、型深さ3.00m、ディーゼル1基、機関出力700ps、航海速力12ノット。
旅客定員410名、3tトラック8台。
- 第八さんよう[23]

1973年11月竣工、同就航、備南船舶工業建造。
298.57総トン、全長42m、幅9.5m、出力1,000PS、航海速力12.5ノット、船客定員500名、トラック11台。1994年海外売船。
- 第十さんよう[23]

1972年竣工、1977年就航(買船)、備南船舶工業建造。元防予汽船（現：防予フェリー）所有の「第十おおしま」。
330.52総トン、全長40m、幅9.5m、出力1,000PS、航海速力11.5ノット、船客定員420名、トラック20台。
- 第十一さんよう[18]

1968年9月竣工、備南船舶工業建造。元防予汽船所有の「かいさく」、後に向田フェリーに売却され「第十二幸運丸」として就航。
183.74総トン、全長34.50m、型幅7.80m、型深さ3.00m、ディーゼル1基、機関出力500ps、航海速力11ノット。
旅客定員196名、3tトラック8台。
- 第十二さんよう[20]

1969年6月竣工、備南船舶工業建造。元防予汽船所有の「第二おおしま」。引退後南国海運に売却され「第12長水丸」として就航、1994年に共同フェリーへ売却され「ニューごしょうら」として就航した後、フィリピンへ売却。
185.36総トン、全長33.00m、型幅7.80m、型深さ2.80m、ディーゼル1基、機関出力500ps、航海速力11.0ノット。
旅客定員154名、3tトラック8台。
- 第十三さんよう[20]

1968年12月竣工、備南船舶工業建造。元芸備商船所有の「第二がんね」。引退後個人船主に売船、測量船「泉州1号」に改造。
183.17総トン、全長34.50m、型幅7.80m、型深さ2.80m、ディーゼル1基、機関出力500ps、航海速力11.0ノット。
旅客定員214名、3tトラック8台。
- たるみ[23]

1974年6月竣工、1981年3月就航(買船)、神原造船建造。元因島フェリー所有の「第十二重井丸」、1994年清水商会に売船。
203.55総トン、全長33.8m、幅10m、出力600PS、航海速力7.5ノット、船客定員97名、トラック15台。
- 第十五さんよう[20]

1981年3月竣工、中谷造船所建造、1997年引退、フィリピンへ売却。
198.06総トン、全長36.22m、幅9.00m、出力800PS、航海速力11.00ノット、船客定員200名、3tトラック18台。
- さんよう[23]

1982年10月竣工・就航、中谷造船建造。
264.83総トン、全長43.75m、幅10m、出力950PS、航海速力11.0ノット、船客定員250名、3tトラック20台。
- 第二たるみ[21]

1973年10月竣工、神原造船建造。元中四開発「第十一重井丸」、引退後安芸津フェリーに移籍。
199.39総トン、全長33.80m、型幅10.00m、型深さ2.90m、ディーゼル1基、機関出力600ps、航海速力7.50ノット。
旅客定員148名、トラック15台。
- たけはら→せと[23]

1988年10月竣工、同就航、神原造船建造。1998年改名、2006年日本船舶明細書より削除。
360総トン、全長49.8m、幅10.4m、出力1,400PS、航海速力11.2ノット、船客定員250名、乗用車10台、トラック4台。
- 第三たるみ→大長[22]

1988年3月竣工、神原造船建造、1997年改名、「たけはら」の同型船。
348総トン、全長49.80m、幅10.40m、出力1,400PS、航海速力11.00ノット、船客定員250名、8tトラック4台、乗用車10台。
- 第二さんよう[23] (2代)

1994年1月29日竣工、同年2月3日就航、内海造船田熊工場建造。
291総トン、全長49.9m、幅10.4m、出力1,400PS、航海速力11ノット、船客定員250名、乗用車10台、トラック4台。
- 第八がんね[23]

1972年5月竣工、1994年就航(買船)、備南船舶工業建造、元芸備商船所有。
327.88総トン、全長40m、幅9.5m、出力1,000PS、航海速力11ノット、船客定員500名、乗用車36台。
- 第十一がんね[23]

1973年8月竣工、1994年就航(買船)、備南船舶工業建造、元芸備商船所有、1997年海外売船。
328.12総トン、全長40m、幅9.5m、出力1,000PS、航海速力11ノット、船客定員500名、乗用車36台。
- シーフレンド[22]

1995年1月竣工、内海造船田熊工場建造。
312総トン、全長49.90m、幅10.00m、出力1,400PS、航海速力11.00ノット、船客定員350名、8tトラック4台、乗用車10台。
- 第二せと[23]

1990年7月竣工、1998年就航(買船)、神原造船建造。元芸備商船所有の「シャトル1号」、2000年安芸津フェリーに売船、「第十五やえしま」に改名。
372総トン、全長49m、型幅9.5m、型深さ3.6m、ディーゼル2基、機関出力1,600ps、航海速力11.5ノット、旅客定員330名、トラック12台。
- シャトル2号[22]

1990年9月竣工、神原造船建造。元芸備商船所有。2005年日本船舶明細書より削除。
386総トン、全長49.00m、幅9.50m、出力1,600PS、航海速力11.90ノット、船客定員349名、8tトラック14台。
- シャトル3号[22]

1992年12月竣工、2004年5月就航(買船)、神原造船建造。元芸備商船所有。
355総トン、全長49.00m、幅9.50m、出力1,600PS、航海速力11.52ノット、船客定員373名、8tトラック14台。
- シャトル5号[23]

1996年11月竣工、2004年5月就航(買船)、内海造船田熊工場建造。元芸備商船所有。引退後江崎海陸運送に売船。
346総トン、全長49.9m、幅10m、出力1,600PS、航海速力11.6ノット、船客定員350名、乗用車10台、トラック4台。
- 第二さんよう (2代)
- シーフレンド
- シャトル2号
- シャトル5号

#### 高速船

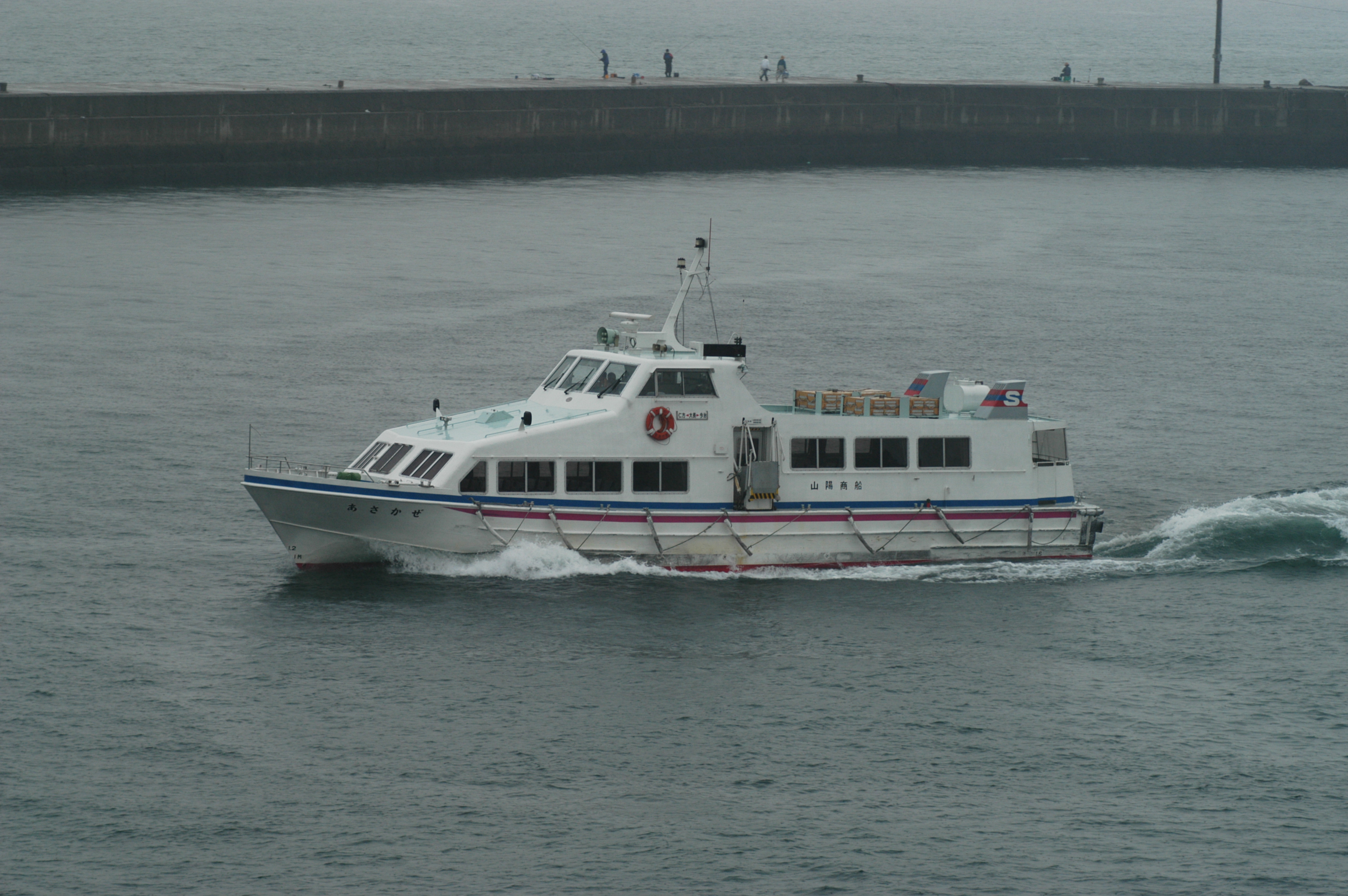
あさかぜ
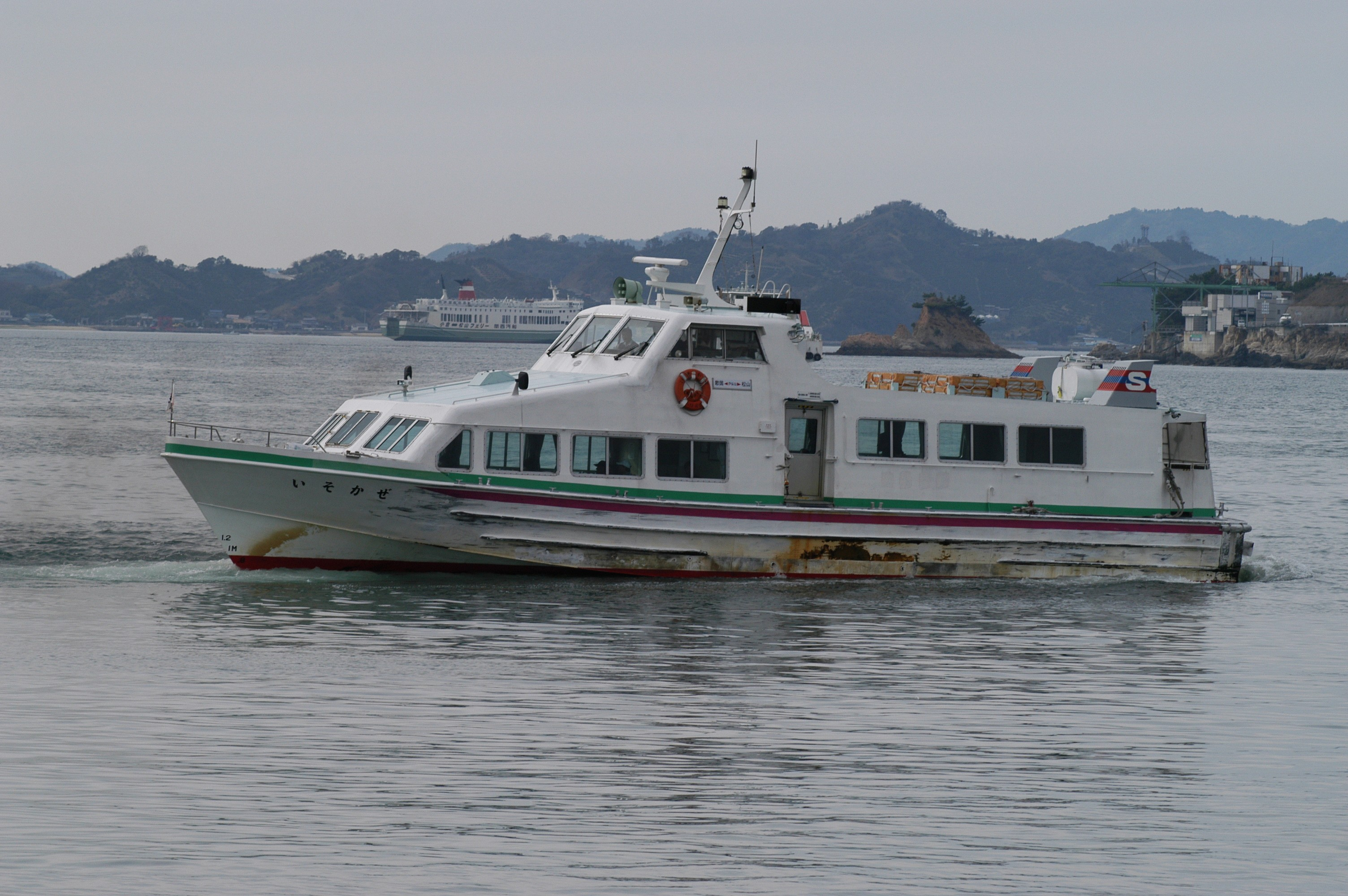
いそかぜ
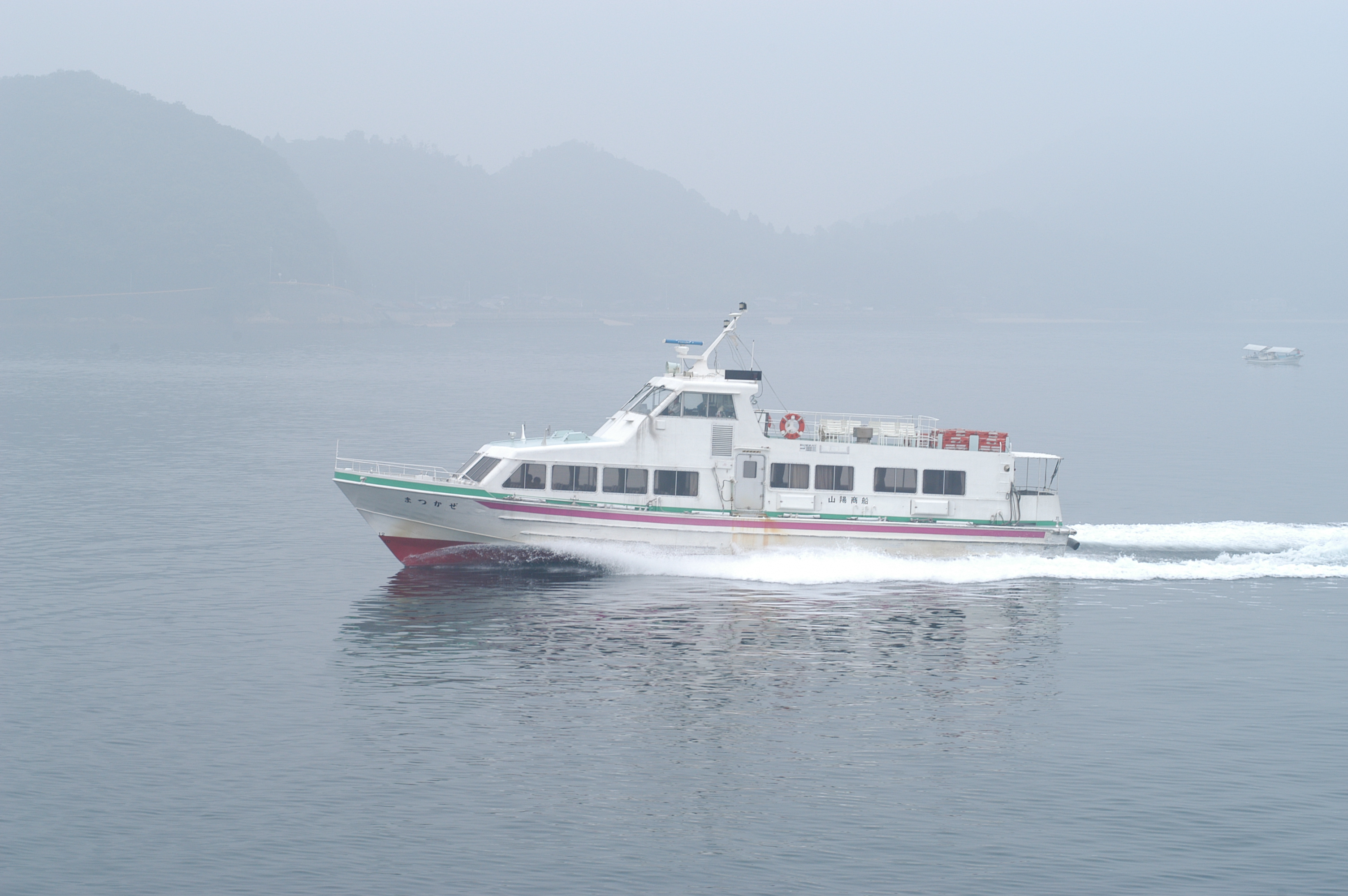
まつかぜ
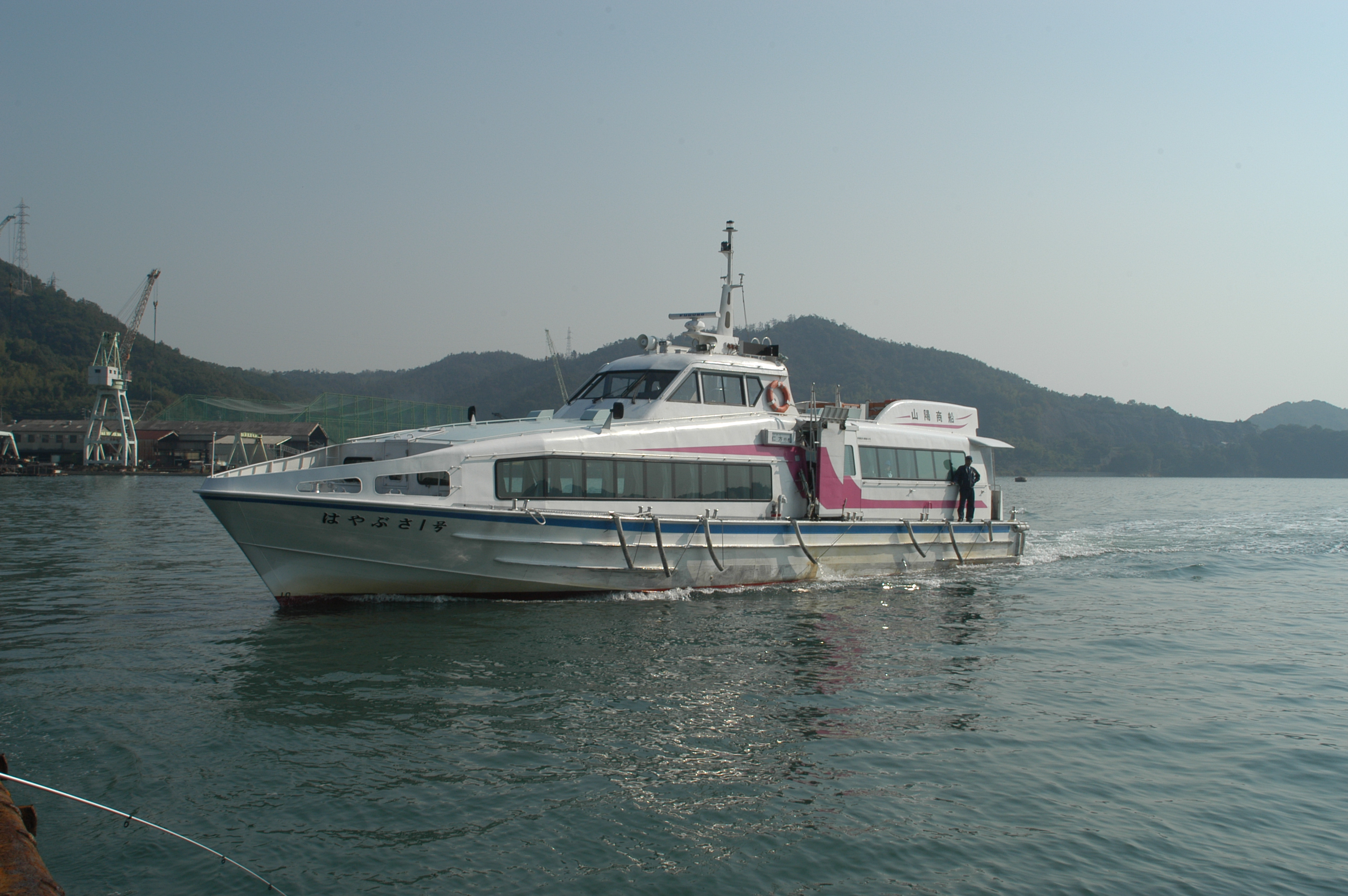
はやぶさ
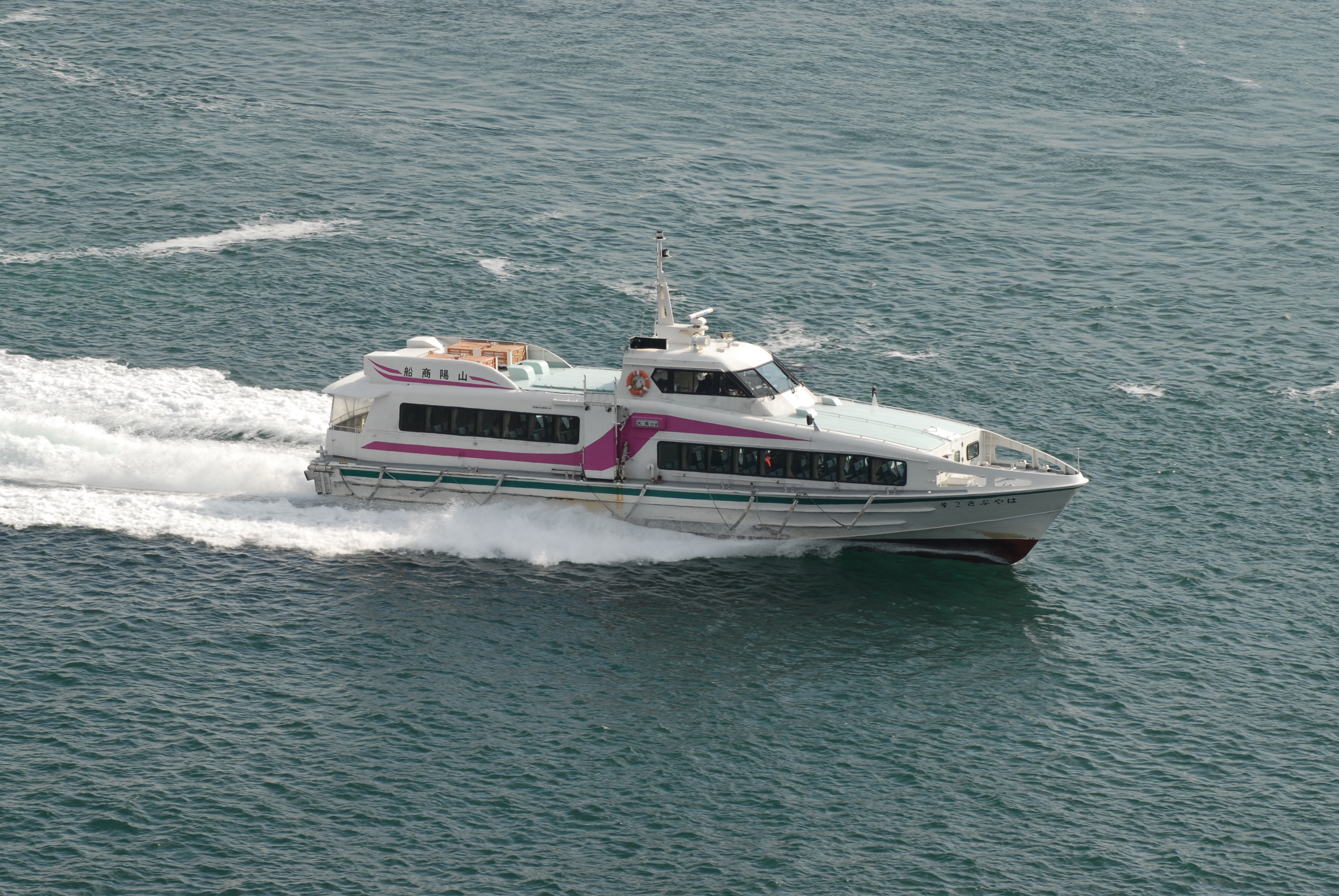
はやぶさ2号

1972年6月進水
27.32総トン、ディーゼル2基、機関出力580ps、航海速力23.5ノット、旅客定員34名。
- 第二はやぶさ[27]

1973年7月竣工、三保造船所建造。
28.64総トン、登録長15.09m、型幅3.91m、型深さ1.73m、ディーゼル2基、機関出力650ps、航海速力24.0ノット、旅客定員46名。
- 第三はやぶさ[28]

1974年竣工、三保造船所建造。引退後、八重山観光フェリーに売船、「はやぶさ」に改名。
31総トン、登録長16.0m、型幅4.1n、型深さ1.7m、ディーゼル2基、機関出力650ps、航海速力28.0ノット、旅客定員58名。
- 第五はやぶさ[29]

1975年3月進水、三保造船所建造。
31.32総トン、ディーゼル2基、機関出力650ps、航海速力24.0ノット、旅客定員58名。
- 第七はやぶさ[29]

1975年7月進水、三保造船所建造。
32.05総トン、ディーゼル2基、機関出力650ps、航海速力25.4ノット、旅客定員58名。
- 第八はやぶさ[30]

1977年5月竣工、三保造船所建造。
32.04総トン、登録長15.89m、型幅4.17m、型深さ1.74m、ディーゼル2基、機関出力650ps、航海速力23.7ノット、旅客定員58名。
- 第十はやぶさ

1977年11月竣工、三保造船所建造。関門汽船に売却、「しいがる3」として就航、その後、天草観光汽船で就航中。
35.85総トン、登録長16.9m、型幅4.1m、型深さ1.7m、ディーゼル2基、機関出力650PS、航海速力23ノット、旅客定員70名
- 第十一はやぶさ[31]

1979年3月進水、三保造船所建造。
48.95総トン、ディーゼル2基、機関出力650ps、航海速力24.0ノット、旅客定員70名。
- 第五千鳥[31]

1979年3月進水、三保造船所建造。
41.58総トン、ディーゼル2基、機関出力650ps、航海速力24.0ノット、旅客定員51名。
- 第七千鳥[31]

1978年5月進水、三保造船所建造。
49.18総トン、ディーゼル2基、機関出力650ps、航海速力23.0ノット、旅客定員80名。
- せきれい

1979年竣工、三保造船所建造。1981年にほうらい汽船に売却、「ひかり3号」として就航。
- すずかぜ (2代)[32]

1988年8月竣工、木曽造船建造。
42総トン、登録長20.80m、型幅4.70m、型深さ2.11m、ディーゼル2基、機関出力1,650ps、航海速力26ノット、旅客定員80名
- あさかぜ[34]

1995年6月16日竣工、木曽造船建造、予備船となった後、2006年に中島汽船へ売却。
48総トン、登録長21.99m、型幅4.70m、型深さ2.14m、ディーゼル2基、機関出力1,650PS、航海速力26.00ノット、旅客定員90名。
- いそかぜ (2代)[32][35]

1995年7月20日竣工、木曽造船建造。岩国松山高速を経て2008年に中島汽船へ売却。
48総トン、登録長21.09m、型幅4.70m、型深さ2.14m、ディーゼル2基、機関出力1,650ps、航海速力26.00ノット、旅客定員90名。
- さちかぜ[32]

1993年11月竣工、木曽造船建造。元大三島フェリー所有の「おおみしま1号」。
49総トン、登録長20.85m、型幅4.70m、型深さ2.13m、ディーゼル2基、機関出力1,650ps、航海速力27ノット、旅客定員90名。
- まつかぜ (2代)[32]

1992年9月竣工、木曽造船建造。元岩国松山高速所有の「さざんせと7号」。
47総トン、登録長20.86m、型幅4.70m、型深さ2.12m、ディーゼル2基、機関出力1,650PS
- はやぶさ1号[36]

2002年12月16日起工、2003年3月6日進水、2003年3月24日竣工、木曽造船建造（第230番船）、運輸施設整備事業団共有。2007年に海外売船。
51総トン、載貨重量11.909トン、全長23.4m、垂線間長21.4m、全幅4.9m、深さ2.2m、喫水0.85m、乗組員2名、旅客定員95名、JG平水
最大速力35.7ノット（試運転）、航海速力33.0ノット、ディーゼル（DDC/MTU 16V2000M70）2基、最大出力1,050kW×2、定格出力893kW×2、5翼固定ピッチプロペラ2軸
- はやぶさ2号

2003年7月竣工、木曽造船建造、2007年に海外売船。
はやぶさ1号の同型船
- あさかぜ
- いそかぜ
- まつかぜ
- はやぶさ1号
- はやぶさ2号

#### 快速船
- おれんじ (2代)[37]

1985年就航、三保造船所建造。港通船運輸に売却、「ベイタウン」として就航。
19.00総トン、登録長11.9m、型幅3.9m、型深さ1.6m、ディーゼル2基、機関出力360PS、航海速力15.0ノット、旅客定員60名。
- おれんじ2[38]

1986年6月竣工、木曽造船建造。
18総トン、登録長11.99m、型幅3.90m、型深さ1.65m、ディーゼル2基、機関出力360PS、航海速力15.0ノット、旅客定員60名。

#### 旅客船
- 第二中央丸[13]

1953年12月竣工、松浦鉄工造船所建造、個人船主所有。
65.77総トン、登録長21.54m、型幅4.57m、型深さ1.80m、ディーゼル1基、機関出力200ps、最大速力10.5ノット、旅客定員130名。
- ふじ丸[13]

1954年1月竣工、松浦鉄工造船所建造、木造船、元丸松汽船所有。
52.07総トン、登録長24.21m、型幅4.25m、型深さ1.68m、焼玉機関、機関出力120ps、最大速力10.3ノット、旅客定員122名。
- かもめ[13]

1954年2月竣工、江田島造船所建造、木造船、元防予汽船所有。
27.48総トン、登録長15.24m、型幅4.18m、型深さ1.35m、ディーゼル1基、機関出力60ps、最大速力9ノット、旅客定員72名。
- 第三高見丸[13]

1954年7月竣工、竹原造船所建造、木鋼混合。
47.35総トン、登録長20.85m、型幅4.25m、型深さ1.80m、焼玉機関、機関出力115ps、最大速力10ノット、旅客定員90名。
- 第八明栄丸[13]

1959年3月竣工、竹原造船所建造、個人船主所有。
84.10総トン、登録長25.63m、型幅5.20m、型深さ1.99m、ディーゼル1基、機関出力200ps、最大速力11.7ノット、旅客定員292名。
- 第五やえしま[13]

1959年9月竣工、木造船、安芸津汽船所有。
41.74総トン、登録長17.50m、型幅4.00m、型深さ1.70m、ディーゼル1基、機関出力75ps、最大速力9ノット、旅客定員150名。
- 第七やえしま[13]

1961年11月竣工、村上造船所建造、木造船、元安芸津汽船所有。
66.01総トン、登録長21.10m、型幅4.75m、型深さ1.85m、ディーゼル1基、機関出力160ps、最大速力10.5ノット、旅客定員131名。
- いそかぜ (初代)[13]

1961年2月竣工、幸陽船渠建造、元芸備商船所有。
63.28総トン、登録長20.85m、型幅5.00m、型深さ1.60m、焼玉機関、機関出力120ps、最大速力10.3ノット、旅客定員193名。
- まつかぜ (初代)[13]

1961年5月竣工、幸陽船渠建造、元芸備商船所有。
62.71総トン、登録長21.09m、型幅5.00m、型深さ1.60m、ディーゼル1基、機関出力120ps、最大速力10ノット、旅客定員204名。
- すずかぜ (初代)[13]

1963年11月竣工、幸陽船渠建造、元芸備商船所有。
75.69総トン、登録長23.19m、型幅5.00m、型深さ1.70m、ディーゼル1基、機関出力150ps、最大速力10.3ノット、旅客定員240名。
- 共和丸[39]

1938年竣工、杤木造船建造、元「洞岡丸」、1966年改名。
106.64総トン、登録長20.70m、型幅5.80m、型深さ2.20m、ディーゼル1基、機関出力120ps、航海速力6ノット、旅客定員255名。

## 関連会社
- 瀬戸内海汽船
  - 安芸津フェリー：もと安芸津汽船。安芸津（東広島市安芸津町）〜大西（大崎上島町）航路を16便運航。明石〜小長航路との車両乗り継ぎ割引はない。かつては1日1便だけ大串港（大崎上島町）にも寄港していたが、2008年（平成20年）7月15日より寄港しなくなった。
  - 大三島フェリー：忠海（竹原市）〜大久野島〜盛（愛媛県今治市上浦町）航路を10便運航。
  - さんようバス
  - ホテル清風館
  - 山陽観光